# Rabdophaga caulicola
Rabdophaga caulicola är en tvåvingeart som först beskrevs av Ephraim Porter Felt 1909.  Rabdophaga caulicola ingår i släktet Rabdophaga och familjen gallmyggor.
Artens utbredningsområde är Illinois. Inga underarter finns listade i Catalogue of Life.